# Trail Life USA
Trail Life USA (TLUSA) és una organització juvenil escolta cristiana, que cerca desenvolupar el caràcter dels joves, i que compta amb més de 26.000 membres als Estats Units d'Amèrica.
L'organització va ser fundada en 2013, en resposta als canvis en la política d'admissió de nous membres de l'organització Boy Scouts of America, la qual des del 30 de gener de 2013, permet la pertinença a aquesta organització, a les persones bisexuals, homosexuals, i transsexuals.
Tots els capítols de Trail Life USA han de jurar seguir uns "principis de fe". L'organització afirma que els no-cristians, i aquells que viuen obertament la seva homosexualitat, no són persones elegibles per formar part de l'organització, ja que aquestes tendències homosexuals, són contràries als seus principis de fe. Els joves heterosexuals pertanyents a qualsevol denominació cristiana, són benvinguts en l'organització, i els està permès unir-se.